# 센트럴 아칸소 대학교
센트럴 아칸소 대학교(University of Central Arkansas, UCA)는 미국 아칸소주 콘웨이에 위치한 공립 대학이다. 1907년에 아칸소 주립 사범대학(Arkansas State Normal School)이라는 교명으로 설립되었으며 미국 아칸소주에서 가장 오래된 대학교 중 하나이다. 당시 아칸소주 유일의 사범 대학이었으며 역사적으로 아칸소주의 교사들의 주요 원천이기도 하다.
이 대학은 5개의 칼리지와 5개의 상주형 칼리지, 그리고 1개의 커뮤터 칼리지로 구성된다. 등록 학생 수는 총 12,000명이며 이 기준으로 보면 아칸소주 최대의 대학교 중 한 곳이다.